# Porphyronota maculatissima
Porphyronota maculatissima är en skalbaggsart som beskrevs av Karl Henrik Boheman 1860. Porphyronota maculatissima ingår i släktet Porphyronota och familjen Cetoniidae. Utöver nominatformen finns också underarten P. m. insularis.